# 弗雷伦
弗雷伦（德語：Freren，發音：[ˈfʁeːʁən] ⓘ）是德国下萨克森州埃姆斯兰县的城市，面积48.97平方千米，2023年12月31日人口为5,193人。